# Frieseomelitta
Genre
Frieseomelitta est un genre d'abeilles sans dard (tribu des Meliponini) de la famille des Apidae.

## Liste des espèces
Selon GBIF (25 juillet 2023) :
- Frieseomelitta dispar (Moure, 1950)
- Frieseomelitta doederleini (Friese, 1900)
- Frieseomelitta flavicornis (Fabricius, 1798)
- Frieseomelitta francoi (Moure, 1946)
- Frieseomelitta languida Moure, 1989
- Frieseomelitta lehmanni (Friese, 1901)
- Frieseomelitta longipes (Smith, 1854)
- Frieseomelitta meadewaldoi (Cockerell, 1915)
- Frieseomelitta nigra (Cresson, 1879)
- Frieseomelitta paranigra (Schwarz, 1940)
- Frieseomelitta paupera (Provancher, 1888)
- Frieseomelitta portoi (Friese, 1900)
- Frieseomelitta silvestrii (Friese, 1902)
- Frieseomelitta trichocerata Moure, 1990
- Frieseomelitta varia (Lepeletier, 1836)

## Systématique
Le nom valide complet (avec auteur) de ce taxon est Frieseomelitta Ihering, 1912.